# Neomarica caerulea
Neomarica caerulea là một loài thực vật có hoa trong họ Diên vĩ. Loài này được (Ker Gawl.) Sprague miêu tả khoa học đầu tiên năm 1928.